# 12379 Thulin
12379 Thulin è un asteroide della fascia principale. Scoperto nel 1994, presenta un'orbita caratterizzata da un semiasse maggiore pari a 2,7054890 au e da un'eccentricità di 0,0723626, inclinata di 3,41881° rispetto all'eclittica.
L'asteroide è dedicato all'attrice svedese Ingrid Thulin.